# Pascal Averdijk
Pascal Averdijk (Eibergen, 16 november 1977) is een voormalig Nederlands profvoetballer. Hij speelde onder andere bij FC Groningen, Fortuna Sittard en Stormvogels Telstar. In 2003 beëindigde hij zijn profloopbaan en sloot zich aan bij de amateurs van FC Lisse.